# Hans Mengel
Hans Mengel (Dortmund, 26 febbraio 1917 – marzo 1941) è stato un calciatore tedesco, di ruolo centrocampista.